# Guildhall de São Jorge
O Guildhall de São Jorge é um edifício listado como Grau I em King's Lynn, Norfolk, na Inglaterra, atualmente sob propriedade do National Trust. Actualmente, é alugado por um longo contrato pelo Borough Council de King's Lynn e West Norfolk para ser alugado pelo público como um espaço para música, performances, palestras e entretenimento.
Foi construído para a guilda de São Jorge, fundada em 1376.